# Kchem el Kelb
Kchem el Kelb (Khechem El Kelb, Khachem El Kelb i altres variacions) és una reserva natural de Tunísia a la governació de Kasserine, a la delegació de Feriana, establerta per a la protecció de les gaseles. Fou creada per decret del Ministeri d'Agricultura del 18 de desembre de 1993.